# Promozione Campania-Molise 1978-1979
Nella stagione 1978-1979 la Promozione era il sesto livello del calcio italiano (il massimo livello regionale). Qui vi sono le statistiche relative al campionato in Campania e in Molise.
Il campionato è strutturato in vari gironi all'italiana su base regionale, gestiti dai Comitati Regionali di competenza. Promozioni alla categoria superiore e retrocessioni in quella inferiore non erano sempre omogenee; erano quantificate all'inizio del campionato dal Comitato Regionale secondo le direttive stabilite dalla Lega Nazionale Dilettanti, ma flessibili, in relazione al numero delle società retrocesse dal Campionato Interregionale e perciò, a seconda delle varie situazioni regionali, la fine del campionato poteva avere degli spareggi sia di promozione che di retrocessione.

## Girone A

### Squadre partecipanti
| Club                   | Città (provincia)          | Stadio | Stagione precedente |
| ---------------------- | -------------------------- | ------ | ------------------- |
| Pol. Acerrana          | Acerra (NA)                |        |                     |
| S.S. Aesernia Calcio   | Isernia                    |        |                     |
| Pol. Afragolese        | Afragola (NA)              |        |                     |
| U.S. Arzanese          | Arzano (NA)                |        |                     |
| U.S. Boys Caivanese    | Caivano (NA)               |        |                     |
| U.S. Capua             | Capua (CE)                 |        |                     |
| U.S. Cervinara         | Cervinara (AV)             |        |                     |
| S.S.C. Giugliano       | Giugliano in Campania (NA) |        |                     |
| U.S. Maddalonese       | Maddaloni (CE)             |        |                     |
| U.S. Marcianise        | Marcianise (CE)            |        |                     |
| A.C. Melito            | Melito di Napoli (NA)      |        |                     |
| Pol. Mondragonese      | Mondragone (CE)            |        |                     |
| Sporting Club Aversa   | Aversa (CE)                |        |                     |
| Sporting Club Marano   | Marano di Napoli (NA)      |        |                     |
| U.S. Succivo           | Succivo (CE)               |        |                     |
| S.S. Torrecuso Riviera | Torrecuso (BN)             |        |                     |

### Classifica finale
|  | Pos. | Squadra           | Pt | G  | V  | N  | P  | GF | GS | DR  |
|  | ---- | ----------------- | -- | -- | -- | -- | -- | -- | -- | --- |
|  | 1.   | Giugliano         | 46 | 30 | 19 | 8  | 3  | 42 | 10 | +32 |
|  | 2.   | Aesernia          | 45 | 30 | 16 | 13 | 1  | 40 | 8  | +32 |
|  | 3.   | Boys Caivanese    | 40 | 30 | 14 | 12 | 4  | 38 | 26 | +12 |
|  | 4.   | Melito            | 36 | 30 | 12 | 12 | 6  | 32 | 19 | +13 |
|  | 5.   | Mondragonese      | 33 | 30 | 10 | 13 | 7  | 33 | 20 | +13 |
|  | 6.   | Acerrana          | 32 | 30 | 12 | 8  | 10 | 30 | 22 | +8  |
|  | 7.   | Afragolese        | 31 | 30 | 8  | 15 | 7  | 29 | 25 | +4  |
|  | 8.   | Torrecuso Riviera | 30 | 30 | 10 | 10 | 10 | 26 | 25 | +1  |
|  | 9.   | Arzanese (-5)     | 28 | 30 | 10 | 13 | 7  | 24 | 22 | +2  |
|  | 10.  | Capua             | 28 | 30 | 9  | 10 | 11 | 19 | 21 | -2  |
|  | 11.  | SC Marano         | 26 | 30 | 9  | 8  | 13 | 26 | 33 | -7  |
|  | 12.  | Maddalonese       | 24 | 30 | 7  | 10 | 13 | 26 | 33 | -7  |
|  | 13.  | Marcianise        | 22 | 30 | 8  | 6  | 16 | 24 | 31 | -7  |
|  | 14.  | Aversa            | 22 | 30 | 7  | 8  | 15 | 27 | 46 | -19 |
|  | 15.  | Cervinara         | 16 | 30 | 5  | 6  | 19 | 16 | 51 | -35 |
|  | 16.  | Succivo           | 14 | 30 | 3  | 8  | 19 | 18 | 55 | -37 |

Legenda:

      Ammessa allo Spareggio promozione.

      Retrocessa in Prima Categoria 1979-1980.

Regolamento:

Due punti a vittoria, uno a pareggio, zero a sconfitta.

## Girone B

### Squadre partecipanti
| Club                        | Città (provincia)      | Stadio | Stagione precedente |
| --------------------------- | ---------------------- | ------ | ------------------- |
| A.C. Boschese               | Boscoreale (NA)        |        |                     |
| S.S. Calcio Campania        | Napoli                 |        |                     |
| A.C. Caprese                | Capri (NA)             |        |                     |
| A.P. Forio                  | Forio (NA)             |        |                     |
| F.C. Internapoli            | Napoli                 |        |                     |
| U.S. Juve Stadera           | Napoli                 |        |                     |
| U.S. Nuova Vomero           | Napoli                 |        |                     |
| S.S. Pomigliano             | Pomigliano d'Arco (NA) |        |                     |
| S.S. Portici                | Portici (NA)           |        |                     |
| A.S. Posillipo Nuovo Napoli | Napoli                 |        |                     |
| A.C. Sanità                 | Napoli                 |        |                     |
| U.S. Sant'Anastasia         | Sant'Anastasia (NA)    |        |                     |
| A.S. Secondigliano          | Napoli                 |        |                     |
| U.P. Sibilla Bacoli         | Bacoli (NA)            |        |                     |
| G.S. Soccavo                | Napoli                 |        |                     |
| U.S. Trecase                | Trecase (NA)           |        |                     |
| Pol. Viribus Unitis         | Somma Vesuviana (NA)   |        |                     |

### Classifica finale
|  | Pos. | Squadra                | Pt | G  | V  | N  | P  | GF | GS | DR  |
|  | ---- | ---------------------- | -- | -- | -- | -- | -- | -- | -- | --- |
|  | 1.   | Campania               | 53 | 32 | 24 | 5  | 3  | 62 | 26 | +36 |
|  | 2.   | Pomigliano             | 41 | 32 | 15 | 11 | 6  | 35 | 23 | +12 |
|  | 3.   | Juve Stadera           | 35 | 32 | 13 | 9  | 10 | 33 | 34 | -1  |
|  | 4.   | Caprese                | 34 | 32 | 13 | 8  | 11 | 42 | 28 | +14 |
|  | 5.   | Nuova Vomero           | 34 | 32 | 11 | 12 | 9  | 31 | 29 | +2  |
|  | 6.   | Nuovo Napoli           | 34 | 32 | 10 | 14 | 8  | 36 | 36 | 0   |
|  | 7.   | Sibilla Bacoli         | 33 | 32 | 12 | 9  | 11 | 45 | 43 | +2  |
|  | 8.   | Soccavo                | 32 | 32 | 11 | 10 | 11 | 31 | 31 | 0   |
|  | 9.   | Portici                | 31 | 32 | 8  | 15 | 9  | 32 | 36 | -4  |
|  | 10.  | Sanità                 | 30 | 32 | 9  | 12 | 11 | 34 | 31 | +3  |
|  | 11.  | Viribus Unitis         | 30 | 32 | 9  | 12 | 11 | 34 | 31 | +3  |
|  | 12.  | Trecase                | 30 | 32 | 10 | 12 | 12 | 34 | 37 | -3  |
|  | 13.  | Posillipo Nuovo Napoli | 29 | 32 | 10 | 9  | 13 | 37 | 38 | -1  |
|  | 14.  | Secondigliano          | 28 | 32 | 6  | 16 | 10 | 19 | 31 | -12 |
|  | 15.  | Forio                  | 28 | 32 | 8  | 12 | 12 | 39 | 31 | +8  |
|  | 16.  | Sant'Anastasia         | 28 | 32 | 7  | 14 | 11 | 34 | 45 | -11 |
|  | 17.  | Boschese               | 14 | 32 | 3  | 8  | 21 | 17 | 65 | -48 |

Legenda:

      Ammessa allo Spareggio promozione.

      Retrocessa in Prima Categoria 1979-1980.

  Retrocesso e in seguito riammesso.

Regolamento:

Due punti a vittoria, uno a pareggio, zero a sconfitta.

## Girone C

### Squadre partecipanti
| Club                        | Città (provincia)            | Stadio | Stagione precedente |
| --------------------------- | ---------------------------- | ------ | ------------------- |
| U.S. Agropoli               | Agropoli (SA)                |        |                     |
| U.S. Angri                  | Angri (SA)                   |        |                     |
| U.S. Ariano Valle Ufita     | Ariano Irpino (AV)           |        |                     |
| U.S. Battipagliese          | Battipaglia (SA)             |        |                     |
| A.C. Ebolitana              | Eboli (SA)                   |        |                     |
| Pol. Gelbison               | Vallo della Lucania (SA)     |        |                     |
| A.S. Montecorvino           | Montecorvino Rovella (SA)    |        |                     |
| Pol. Pontecagnano           | Pontecagnano Faiano (SA)     |        |                     |
| U.S. Poseidon               | Capaccio (SA)                |        |                     |
| S.C. Pro Poggiomarino       | Poggiomarino (NA)            |        |                     |
| U.S. Pro Stabia             | Castellammare di Stabia (NA) |        |                     |
| S.C. Sangiuseppese          | San Giuseppe Vesuviano (NA)  |        |                     |
| Pol. Sapri Golfo Policastro | Sapri (SA)                   |        |                     |
| S.S. Sarnese                | Sarno (SA)                   |        |                     |
| A.P. Scafatese              | Scafati (SA)                 |        |                     |
| A.C. Vietriraito            | Vietri sul Mare (SA)         |        |                     |

### Classifica finale
|  | Pos. | Squadra                     | Pt | G  | V  | N  | P  | GF | GS | DR  |
|  | ---- | --------------------------- | -- | -- | -- | -- | -- | -- | -- | --- |
|  | 1.   | Sangiuseppese               | 45 | 30 | 20 | 5  | 5  | 47 | 21 | +26 |
|  | 2.   | Montecorvino                | 40 | 30 | 16 | 8  | 6  | 41 | 24 | +17 |
|  | 3.   | Battipagliese               | 39 | 30 | 15 | 9  | 6  | 37 | 21 | +16 |
|  | 4.   | Scafatese                   | 36 | 30 | 14 | 8  | 8  | 37 | 17 | +20 |
|  | 5.   | Angri                       | 35 | 29 | 13 | 9  | 7  | 39 | 22 | +17 |
|  | 6.   | Ariano Valle Ufita          | 33 | 30 | 14 | 5  | 11 | 43 | 24 | +19 |
|  | 7.   | Pro Poggiomarino            | 31 | 30 | 11 | 9  | 10 | 37 | 32 | +5  |
|  | 8.   | Sarnese                     | 30 | 30 | 11 | 8  | 11 | 26 | 24 | +2  |
|  | 9.   | Poseidon                    | 30 | 30 | 9  | 12 | 9  | 31 | 31 | 0   |
|  | 10.  | Gelbison                    | 29 | 30 | 10 | 9  | 11 | 33 | 33 | 0   |
|  | 11.  | Pontecagnano                | 29 | 30 | 9  | 11 | 10 | 22 | 26 | -4  |
|  | 12.  | Agropoli                    | 29 | 30 | 10 | 9  | 11 | 24 | 38 | -14 |
|  | 13.  | Pro Stabia                  | 27 | 30 | 6  | 15 | 9  | 20 | 24 | -4  |
|  | 14.  | Ebolitana                   | 26 | 30 | 9  | 8  | 13 | 22 | 40 | -18 |
|  | 15.  | Vietriraito (-1)            | 9  | 29 | 2  | 6  | 21 | 18 | 54 | -36 |
|  | 16.  | Sapri Golfo Policastro (-1) | 8  | 30 | 1  | 7  | 22 | 9  | 55 | -46 |

Legenda:

      Ammessa allo Spareggio promozione.

      Retrocessa in Prima Categoria 1979-1980.

Regolamento:

Due punti a vittoria, uno a pareggio, zero a sconfitta.

Note:

Vietriraito e Sapri hanno scontato 1 punto di penalizzazione in classifica per una rinuncia.

## Spareggi promozione
Spareggi promozione tra le prime classificate
|  | Pos. | Squadra       | Pt | G | V | N | P | GF | GS | DR |
|  | ---- | ------------- | -- | - | - | - | - | -- | -- | -- |
|  | 1.   | Campania      | 3  | 2 | 1 | 1 | 0 | 2  | 1  | +1 |
|  | 2.   | Giugliano     | 2  | 2 | 0 | 2 | 0 | 1  | 1  | 0  |
|  | 3.   | Sangiuseppese | 1  | 2 | 0 | 1 | 1 | 0  | 1  | -1 |

| Napoli ??? 1979 | Campania | 2 – 1 | Sangiuseppese | Stadio San Paolo |

| Napoli ??? 1979 | Giugliano | 0 – 0 | Campania | Stadio San Paolo |

| Napoli ??? 1979 | Sangiuseppese | 1 – 1 | Giugliano | Stadio San Paolo |

### Verdetti finali
- Campania e Giugliano sono promosse al Campionato Serie D 1979-80